# 白玛多吉
白玛多吉（藏語：པད་མ་རྡོ་རྗེ，威利转写：pad ma rdo rje，1936年4月—），男，藏族，西藏波密人，中华人民共和国政治人物，曾任西藏自治区人大常委会副主任。